# Al-Musta'li
Āħmad al-Mustaˤlī (árabe: احمد المستعلى) (m. 1101) es el noveno califa fatimí (1094-1101). Al-Mustaˤlī fue hecho califa por el regente Malik al-Afdal (1094-1121) como el sucesor de Al-Mustansir. Generalmente se considera que Al-Mustaˤlī era un subordinado de Malik al-Afdal.
El hermano de Al-Mustaˤlī, Nizar ibn al-Mustansir, era considerado el heredero legítimo al trono, lo que condujo a una lucha de poder entre los fatimíes, que concluyó con la muerte de Nizar en prisión. A pesar de que la rebelión de Nizar había fracasado, la ruptura de las normas de la sucesión causó un cambio en la Shīˤa: En Siria y Persia se formó la secta de los nizaríes.
Durante el reinado de Al-Mustaˤlī, tuvo lugar la primera cruzada (1099) y se estableció el Reino de Jerusalén, el condado de Trípoli y del Principado de Antioquía, lo que redujo el poder de los fatimíes en Siria y Palestina.
Al-Mustaˤlī fue sucedido por su hijo Al-Amir Bi-Ahkamillah (1101-1130). 